# Selaginella rupestris
Selaginella rupestris — вид плауноподібних рослин родини Плаункові (Selaginellaceae).

## Опис
Рослини ростуть на ґрунті чи каменю, утворюючи довгі або розкидані килимки або рідко м'які подушечки. Стебла радіально симетричні. Листя мономорфне, висхідне, зелене, іноді червонувате, лінійне або лінійно-ланцетне, 2.5–4(4.5) × 0.45–0.6 мм. Стробіли одиничні, 0.5–3.5 см. 2n=18 (2x).

## Місцезростання
Зростає в США, на крайньому сході Канади, й один пункт на крайньому півдні Ґренландії. Населяє сухі уступи, морські скелі, вапняки, відкриті пустирі, пісковики, гранітні виходи, відкриті скелі, порожнисті щілини, піщані або гравійні ґрунти або трав'яні луки; на висотах 0–1900 м.